# Malča
Malča (cyr. Малча) – wieś w Serbii, w okręgu niszawskim, w mieście Nisz. W 2011 roku liczyła 6 mieszkańców.